# 英巴格乡
英巴格乡，是中华人民共和国新疆维吾尔自治区和田地區于田县下辖的一个乡镇级行政单位。

## 行政区划
英巴格乡下辖以下地区：
巴什兰帕村、阿亚格兰帕村、库如格依来克村、托克散墩村、艾山玉孙村、喀瓦艾日克村、阿提阔依迪村、艾斯尼提木村、康托喀依村、井托格拉克村、巴格恰村和托什坎塔合塔村。